# Bukig tusensnäcka
Bukig tusensnäcka (Hydrobia ventrosa) är en snäckart som först beskrevs av Montagu 1803.  Bukig tusensnäcka ingår i släktet Hydrobia och familjen tusensnäckor. IUCN kategoriserar arten globalt som livskraftig. Arten är reproducerande i Sverige. Inga underarter finns listade i Catalogue of Life.

## Bildgalleri

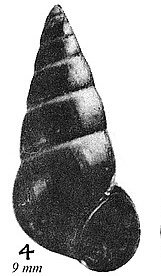
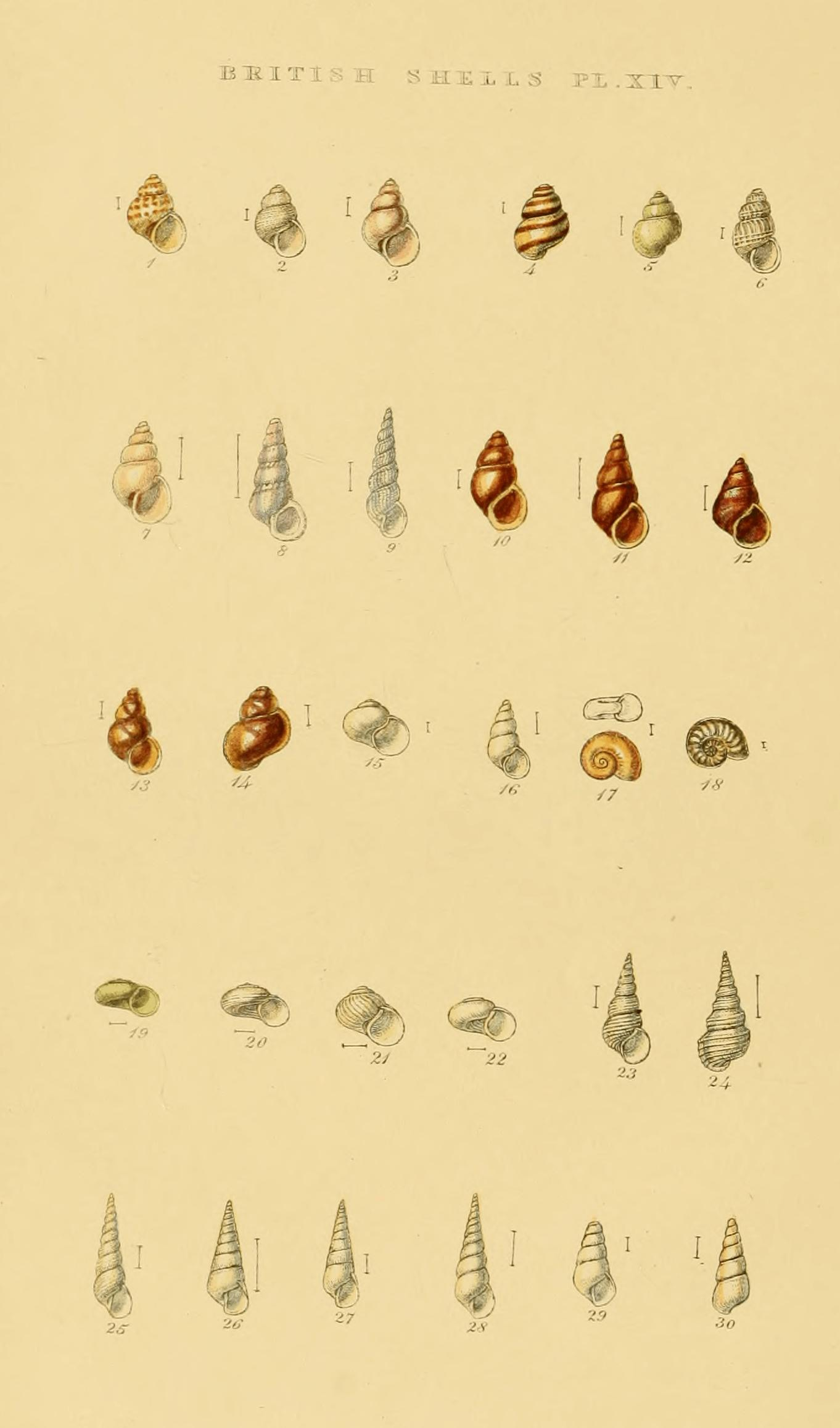